# Беклемишево (Забайкальский край)
Беклеми́шево — село в Читинском районе Забайкальского края России. Административный центр сельского поселения «Беклемишевское».

## География
Село находится на юго-западном берегу озера Шакшинское (система Ивано-Арахлейских озёр), на расстоянии 100 км (по автодорогам) к северо-западу от города Чита, административного центра района и края. 

## Население
| 2002 | 2010  | 2021  |
| ---- | ----- | ----- |
| 1269 | ↘1152 | ↘1037 |

## Улицы
| - пер. Больничный, - ул. Бурлова, - ул. Заречная, - ул. Ленина, - ул. Лесхозная, | - ул. Луговая, - ул. Молодёжная, - ул. Набережная, - ул. Новая, - ул. Озёрная, | - ул. Почтовая, - пер. Почтовый, - ул. Рабочая, - пер. Связи, - ул. Советская, | - ул. Степная, - ул. Трактовая, - ул. Украинская, - ул. Школьная, - ул. Юбилейная. |

## Экономика
В селе действуют коллективное предприятие «Беклемишевское» и Беклемишевский лесхоз. 

## Инфраструктура
В селе функционируют средняя школа, детский сад, дом культуры, библиотека.

## Достопримечательности
В селе установлен памятник в честь воинов-земляков, погибших в боях Великой Отечественной войны, расположена братская могила партизан и бойцов Народно-революционной армии Дальневосточной Республики.

## Известные уроженцы
- Романов, Анатолий Павлович (род. 1956) — советский и российский политический деятель.